# デカラビア

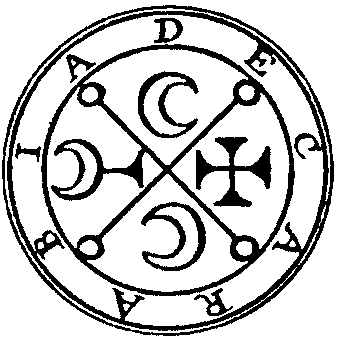
『ゴエティア』に記されたデカラビアのシジル

デカラビア（Decarabia）は、悪魔学における悪魔の一人。

## 概要
カラビア（Carabia）とも呼ばれる。『ゴエティア』によると72人の魔神の一人で、30軍団を従える序列69番の地獄の大侯爵である。一方、『悪魔の偽王国』によると王にして伯爵である。
召喚すると、最初は五芒星の姿で現れるが、召喚者が命じれば人の姿になる。『悪魔の偽王国』には「人の姿になる」との記述は見えず、アスタリスクの姿で現れるとされる。コラン・ド・プランシー著『地獄の辞典』では、「ブエル同様、五つ光の星形で現われる」という。薬草や宝石の効能を詳しく知っている。鳥の姿をした使い魔を与えてくれ、その使い魔は召喚者の前で本物の鳥同様に飛び、歌い、水を飲むという。